# 東朱提郡
东朱提郡，中国南北朝时设置的郡。
南齐萧昭文延兴元年（494年）置东朱提郡，属宁州。治所在今贵州水城县境。辖境相当今贵州省六盘水市、水城县一带。与北朱提郡、南朱提郡相区别称之为東朱提郡。南朝梁废东朱提郡，与北朱提郡、南朱提郡合并为朱提郡。